# Edistiana
Edistiana (łac. Diocesis Edistianensis) – stolica historycznej diecezji w Cesarstwie rzymskim w prowincji Byzacena, współcześnie w Tunezji. Obecnie katolickie biskupstwo tytularne.

## Biskupi tytularni
| Lp. | Biskup                   | Funkcja                                           | Od              | Do               |
| --- | ------------------------ | ------------------------------------------------- | --------------- | ---------------- |
| 1   | Pedro José Rivera Mejía  | biskup pomocniczy Santa Marta (Kolumbia)          | 25 czerwca 1951 | 20 lutego 1953   |
| 2   | Jean-Marie Jan           | emerytowany biskup Cap-Haïtien (Haiti)            | 27 czerwca 1953 | 9 grudnia 1970   |
| 3   | Pavao Žanić              | biskup koadiutor Mostaru (Jugosławia)             | 9 grudnia 1970  | 14 września 1980 |
| 4   | Jorge Iván Castaño Rubio | wikariusz apostolski Quibdó (Kolumbia)            | 6 czerwca 1983  | 30 kwietnia 1990 |
| 5   | Johannes Kreidler        | biskup pomocniczy Rottenburga-Stuttgartu (Niemcy) | 6 czerwca 1991  |                  |